# Da'Rel Scott
Da'Rel Scott (Conshohocken, 26 maggio 1988) è un giocatore di football americano, di nazionalità statunitense, che gioca nel ruolo di running back nella National Football League (NFL). Fu scelto nel corso del settimo giro (221º assoluto) del Draft NFL 2011 dai Giants. Al college ha giocato a football all'Università del Maryland.

## Carriera professionistica

### New York Giants
Scott fu scelto nel corso del settimo giro del Draft 2011 dai New York Giants. Il giocatore si accurò un posto tra i 53 membri del roster attivo, divenendo il terzo running back nelle gerarchie della squadra dietro Ahmad Bradshaw e Brandon Jacobs grazie a delle solide prestazioni fornite nelle gare di pre-stagione: nella gara contro i Chicago Bears corse un touchdown da 97 yard e contro i New England Patriots segnò un altro touchdown da 65 yard. Il suo debutto nella stagione regolare avvenne nella settimana 1 contro i Washington Redskins, senza però far registrare alcuna statistica. Scott concluse la stagione con sole 16 yard guadagnate su 8 possessi, in undici gare disputate. I Giants conclusero la stagione con un record di 9-7, qualificandosi per un soffio ai playoff grazie alla vittoria decisiva sui Cowboys. Nella off-season, essi eliminarono nell'ordine gli Atlanta Falcons, i favoritissimi e campioni in carica Green Bay Packers e nella finale della NFC i San Francisco 49ers. Il 5 febbraio 2012, Scott nel Super Bowl XLVI, vinto contro i New England Patriots 21-17, si laureò campione NFL.
Nella stagione 2012, Scott scese in campo quattro volte, nessuna delle quali come titolare, correndo 9 yard su 6 tentativi.
Nella settimana 2 della stagione 2013 contro i Denver Broncos, Scott segnò il primo touchdown della carriera, su un passaggio da 23 yard di Eli Manning. Nella settimana 4 partì per la prima volta come titolare contro i Kansas City Chiefs ma due giorni dopo fu svincolato, salvo rifirmare una settimana dopo.

## Palmarès
- Super Bowl : 1

New York Giants: Super Bowl XLVI
- National Football Conference Championship: 1

New York Giants: 2011

## Statistiche
| Partite totali             | 15 |
| Partite totali da titolare | 0  |
| Yard su corsa              | 25 |
| Touchdown su corsa         | 0  |

Statistiche aggiornate alla stagione 2012